# Paso Palomeque
Paso Palomeque est une localité uruguayenne du département de Canelones, rattachée à la municipalité de Canelones.

## Localisation
Paso Palomeque se situe au nord-ouest du département de Canelones, sur les bords de l' arroyo Canelón Chico à proximité du croisement des routes 11 et 64. Elle est distante d'un kilomètre de la ville de Canelones, la capitale départementale.

## Population
| 1963 | 1975 | 1985 | 1996 | 2004 | 2011 |
| ---- | ---- | ---- | ---- | ---- | ---- |
| 124  | 142  | 138  | 195  | 132  | 98   |

## Source
- (es) Cet article est partiellement ou en totalité issu de l’article de Wikipédia en espagnol intitulé « Paso Palomeque » (voir la liste des auteurs).